# یواس‌اس لفی (دی‌دی-۴۵۹)
یواس‌اس لفی (دی‌دی-۴۵۹) (به انگلیسی: USS Laffey (DD-459)) یک کشتی بود که طول آن ۳۴۷ فوت ۱۰ اینچ (۱۰۶٫۰۲ متر) بود. این کشتی در سال ۱۹۴۱ ساخته شد.